# هوبرت بروکز
هوبرت بروکز (انگلیسی: Hubert Brooks؛ ۲۹ دسامبر ۱۹۲۱ – ۱ فوریهٔ ۱۹۸۴) بازیکن هاکی روی یخ اهل کانادا بود.
وی در سال ۲۰۰۸ وارد تالار مشاهیر المپیک کانادا شده است.